# 程肱
程肱（?—356年），安定（今甘肃镇原县东南曙光乡）人。
豪门出身，早年擔任前秦军咨祭酒、金紫光禄大夫。与兄程朴、弟程延有“程氏三杰”之譽。寿光二年（356）三月，苻生曾經命三輔居民興建渭橋，程肱以妨礙農業為由勸諫，反觸怒苻生，被殺。